# Слободка (Кичменгско-Городецкий район)
Слободка — село в Кичменгско-Городецком районе Вологодской области России.
Стоит при впадении реки Слободки в Юг. Входит в состав Енангского сельского поселения, с точки зрения административно-территориального деления — в Нижнеенангский сельсовет.
Расстояние по автодороге до районного центра — Кичменгского Городка — 45 км, до центра муниципального образования — Нижнего Енангска — 7 км. Ближайшие населённые пункты — Конец, Чешковщина, Рыбино.
По переписи 2002 года население — 64 человека (32 мужчины, 32 женщины). Всё население — русские.
| 2010 |
| ---- |
| 42   |